# 로젠크란츠와 길덴스턴은 죽었다 (영화)
《로젠크란츠와길덴스턴은죽었다》(Rosencrantz & Guildenstern Are Dead)는 미국에서 제작된 톰 스토파드 감독의 1990년 코미디, 드라마 영화이다. 동명의 연극에 기반을 둔다. 윌리엄 셰익스피어의 연극 햄릿의 두 인물 로젠크란츠와 길덴스턴에 대해 묘사하고 있다. 게리 올드만 등이 주연으로 출연하였고 엠마뉴엘 아즌버그 등이 제작에 참여하였다.

## 출연

### 주연
- 게리 올드만
- 팀 로스

### 조연
- 리처드 드라이퍼스
- 리비오 바두리나
- 토미슬라브 마레틱
- 메어 믈라크닉
- 서지 소릭
- 엠라든 바사리
- 젤리코 뷰크미리카
- 브랭코 자브르상
- 조안나 로스
- 이아인 글렌
- 도널드 섬터
- 조안나 마일즈
- 루보 제세빅
- 이안 리처드슨
- 스벤 메드베섹
- 빌리 마툴라
- 존 버제스

## 기타
- 원작자: 윌리엄 셰익스피어
- 원작자: 톰 스토파드
- 공동제작: 아이리스 머리스
- 공동제작: 패트릭 휘틀리
- 미술: 본 에드워즈
- 의상: 안드레안느 네오피토우
- 배역: 도린 존스